# Robert Garnett Tatlow
Pour les articles homonymes, voir Tatlow.
Robert Garnett Tatlow (6 septembre 1855–11 avril 1910) est un homme politique canadien de la Colombie-Britannique. Il est député provincial indépendant et conservateur de la circonscription britanno-colombienne de Vancouver City de 1900 à 1909.

## Biographie
Né à Scarva (en) en Irlande du Nord, Tatlow étudie à Cheltenham dans le Gloucestershire. Après avoir complété sa scolarité, il s'établit à Montréal où il est embauché par la Montreal Ocean Steamship Company. En 1879, il se rend à Victoria en Colombie-Britannique afin d'inspecter les défenses côtières. L'année suivante, il est embauché comme  secrétaire privé du lieutenant-gouverneur, Albert Norton Richards, et poursuit ses fonctions avec son successeurs Clement Francis Cornwall,. Il démissionne de son poste en 1886 et se dirige vers Vancouver où il travaille comme agent immobilier, agent d'assurance et courtier minier. De 1888 à 1905, il est membre du comité des parcs municipaux, ainsi que président du comité de 1895 à 1903.
En politique, il introduit un projet de loi obligeant les immigrants d'être en capacité d'écrire en langue européenne. Il occupe aussi le poste de ministre des Finances et de l'Agriculture, ainsi que Commissaire des Terres et des Travaux. Il occupe aussi le poste vice-premier ministre. Tatlow démissionne en octobre 1909 après la proposition du premier ministre Richard McBride de garantir le financement pour la construction du Canadian Northern Railway.
Tatlow meurt lors d'un accident de la route à Victoria en avril 1910 à l'âge de 54 ans.
Le mont Tatlow (en) est nommé en son honneur.